# Zvonka Makuc
Zvonka Makuc, slovenska kostumografinja, * 19. januar 1948, Ljubljana.

## Življenje in delo
Kostumografinja Zvonka Makuc se je rodila 19. januarja 1948 v Ljubljani. Zgodnje otroštvo je preživela na Primorskem, s pričetkom drugega razreda osnovne šole pa se je z družino preselila v slovensko prestolnico. 
Ker ji je profesor likovnega pouka v osnovni šoli dal vedeti, da ima talent za risanje, in ker je bila starejša sestra vpisana na Šolo za oblikovanje, se je tudi sama vpisala na Šolo za oblikovanje v Ljubljani, opravila sprejemne izpite in se izobraževala na oddelku moda. Šolo za oblikovanje je tudi uspešno zaključila. Proti koncu šolanja se je ukvarjala tudi z modnim svetovanjem in novinarstvom.  
Leta 1973 je odprla butik za otroke, imenovan Škrat, ki ga je vodila petnajst let.
Kot kostumografinja je sodelovala pri številnih slovenskih in tujih gledaliških predstavah, filmih (celovečernih, kratkih), televizijskih oddajah, dokumentarnih filmih (skupno več kot 100 sodelovanj). 
Sodelovala je pri žanrsko zelo različnih projektih: oblikovala je historične kostume iz npr. obdobja prve svetovne vojne (Veter v mreži), kostume, ki so pomenili prepletanje obdobja druge svetovne vojne z današnjim časom (Piran - Pirano), pa tudi kostume v sodobnih filmih z dokaj nevpadljivimi kostumi (Komedija solz). 
Njen prvi film je bil Sreča na vrvici, bila je del ekipe filma Varuh meje, prve slovenske režiserke Maje Weiss, in bila je kostumografinja pri z oskarjem nagrajenem filmu Nikogaršnja zemlja.
Ima hčerko, vnukinji, poročena je z gledališkim, filmskim, televizijskim igralcem, režiserjem in pevcem Gojmirjem Lešnjakom Gojcem. Živita v vasi Škofi v občini Komen na Krasu.

## Delo (izbor)

### Gledališče
Šentjakobsko gledališče Ljubljana
- 2019: Friedrich Dürrenmatt, Obisk stare gospe[3] (r. Gojmir Lešnjak)
- 2017: Feri Lainšček, Petelinji zajtrk[4] (r. Gojmir Lešnjak, Šentjakobsko gledališče, Gledališče Toneta Čufarja)
- 2016: Ken Ludwig, Ti nori tenorji[5] (Gojmir Lešnjak)
- 2014: Florian Zeller, Resnica (r. Gregor Tozon)
- 2014: Neil Simon, Hotel Plaza (r. Jernej Kobal, Gojmir Lešnjak)
- 2013: Tone Partljič, Moj ata, socialistični kulak (r. Gojmir Lešnjak)
- 2008: Dejan Spasič, Ljuba Prenner, Kdo je umoril Anico L.? (r. Gojmir Lešnjak)
- 2006: Jaroslav Hašek, Prigode dobrega vojaka Švejka (r. Gojmir Lešnjak)
- 1998: Nepomuk Nestroy, Johann, Če se trga srce (r. Zvone Šedlbauer)
- 1997: Lyman Frank Baum, Čarovnik iz Oza (r. Vladimir Jurc)
- 1997: Tennessee Williams, Ameriški blues (r. Zvone Šedlbauer)
- 1996: Viktor Konjar, Primož Kozak, Fran Milčinski, Ptički brez gnezda (r. Vladimir Jurc)
- Fadil Hadžič, Državni lopov (r. Gregor Tozon)
- Tone Partljič, Ščuke pa ne (r. Gregor Tozon)

Slovensko stalno gledališče Trst
- 2009: Branko Završan, Muzika se igra (r. Branko Završan)
- 2009: Tamara Matevc, Zaljubljeni v smrt (r. Samo M. Strelec, Slovensko stalno gledališče Trst, Novi ZATO)
- 1997: Francis Veber, Večerja bedakov (r. Vladimir Jurc)

Gledališče Koper, SNG Nova Gorica, Gledališče za otroke in mlade Ljubljana, Prešernovo gledališče Kranj, Mestno gledališče ljubljansko, Kosovelov dom, Slovensko mladinsko gledališče in drugi producenti
- 2010: Tamara Matevc, Boris Kobal, Poslednji termina(l)tor[6] (r. Samo M. Strelec, Gledališče Koper)
- 2005: Andrej Rozman, KAJ SE JE ZGODILO V SOBI STO ALI NEKAJ KAPLJIC BALDRIJANA (r. Gojmir Lešnjak, Zunajinstitucionalni projekti)
- 2005: Zlatan Radoslav Dorić, Kako smo ljubili tovariša Tita[7] (r. Marjan Bevk, SNG Nova Gorica)
- 2004: Zvonimir Bajsić, Kako se dan lepo začne (r. Gojmir Lešnjak, Gledališče za otroke in mlade Ljubljana)
- 2003: Fadil Hadžić, Državni lopov (r. Gojmir Lešnjak, Gledališče za otroke in mlade Ljubljana)
- 1995: Gojmir Lešnjak, Boris Kobal, Domovina, ljubezen moja (r. Boris Kobal, Zunajinstitucionalni projekti)
- 1990: Milan Jesih, En sam dotik (r. Zvone Šedlbauer, Prešernovo gledališče Kranj)
- 1982: Aleksander Marodić, Pritožba Franca Mrzleša (r. Voja Soldatović, Mestno gledališče ljubljansko)
- 1976: Jan Truss, Tika taka srabaraka (r. Boštjan Vrhovec, Slovensko mladinsko gledališče)
- Pijani kurent (r. Tone Peršak)
- Termopile (r. Andrej Stojan)
- Policija na pomoč (r. Vojko Zidar)
- Milan Kleč, Vsega je kriva Marijana Držaj (r. Gojmir Lešnjak)
- Marko Pokorn & Branko Djurić, Slovenci v vesolju (r. Branko Djurić, Teater 55)
- Andrej Rozman, Kaj se je zgodilo v sobi 100 (Kosovelov dom Sežana & Hotel Union)
- Avtorski projekt, Slovenija ima avdicija

### Celovečerni filmi
- 2016: Komedija solz[8] (r. Marko Sosič, Arsmedia, koprodukcija MB Grip, Iridium Film, Zvokarna, s podporo Deželnega sedeža RAI za Furlanijo-Julijsko krajino)
- 2012: Čefurji raus[9](r. Goran Vojnović, Arsmedia Ljubljana)
- 2009: Piran-Pirano[10] (r. Goran Vojnović, Arsmedia Ljubljana, Jadran film Zagreb, RTV Slovenija)
- 2002: Varuh meje (r. Maja Weiss, Bela film Ljubljana, Taris Flmproduktion Solingen, TV Slovenija)
- 2001: No Man's Land (r. Danis Tanović, Casablanca, Ljubljana/Studio Ma, Ljubljana/Noe Productions, Paris/ Man's Films, Bruxelles/ Judy Couniham Films Ltd., London/Fabrica S.p.A., Catena di Villorba)
- 2000: Nepopisan list (r. Jane Kavčič, Arsmedia Ljubljana)
- 1995: Radio.doc (r. Miran Zupanič, TV Slovenija)
- 1995: Rabljeva freska (r. Anton Tomašič, Timaro Productions)
- 1993: Zrakoplov (r. Jure Pervanje, Viba film - Ljubljana/TV Slovenija/Sfinga - Ljubljana/Multimedia - Ljubljana)
- 1991: Srčna dama (r. Boris Jurjaševič, Viba film in Emotinon film Ljubljana)
- 1990: Ječarji (r. Marjan Ciglič, Viba film Ljubljana in Studio 37 Ljubljana)
- 1989: Veter v mreži (r. Filip Robar – Dorin, Viba film Ljubljana in AS Filmske alternativa, Novo mesto)
- 1987: Ljubezni Blanke Kolak (asistentka kostumografa, r. Boris Jurjaševič, Viba film Ljubljana)
- 1988: P. S. (r. Andrej Stojan, Marcel Buh, Boštjan Hladnik, Viba film Ljubljana)
- 1988: Maja in vesoljček (r. Jane Kavčič, Viba film)
- 1979: Zrak po obrokih (r. Tone Frelih, RTV Ljubljana)
- 1977: Sreča na vrvici (r. Jane Kavčič, Viba film/Vesna film Ljubljana)

### Kratki filmi
- 2006: Rezina življenja (r. Martin Turk, Arsmedia Ljubljana)
- 2006: Moj sin, seksualni manijak (r. Goran Vojnović, Arsmedia Ljubljana)
- 2002: Izlet (r. Martin Turk, UL AGRFT Ljubljana)
- 2000: Samota v dvoje - Večer (r. Nataša Prosenc, Arsmedia, Ljubljana)
- 1999: Križišče (r. Igor Prodnik, Blow up, Ljubljana)
- 1997: Pesem od Ludomorca (r. Jane Kavčič, TV Slovenija)
- Hlad (r. Marcel Buh, TV Slovenija)
- Lutka (r. Franček Rudolf, UL AGRFT Ljubljana)
- Na vrhu (r. Martin Turk)

### TV nadaljevanke
- 2006: Trpljenje mladega Igorja (r. Brane Bitenc, TV Slovenija)
- 2004 do 2007: Naša mala klinika (r. Branko Djurić, V. V. Anžlovar, MASKA)
- 2000 do 2001: TV Poper (r. Samo Milavec, TV Slovenija)
- 1999: Šou bo šel (r. Branko Djurić, TV Slovenija)
- 1998 do 1999: Kriminalne zgodbe (r. Anton Tomašič, TV Slovenija)
- 1997 do 1998: Pravi biznis (r. Branko Djurić, TV Slovenija)
- 1994 do 1997: Teater Paradižnik (r. Branko Djurić, TV Slovenija)
- 1995: Dosje J. K. (r. Anton Tomašič, TV Slovenija in Timaro Productions)
- 1970: Vodnik po Ljubljani (r. Jože Pogačnik, TV Slovenija)
- 1997: Klan (r. Anton Tomašič, TV Slovenija)
- Posel je posel (r. Jurij Korenc)

### TV drama in filmi
- 2006: Kosilnica (r. Brane Bitenc, TV Slovenija)
- 2004: Želim vse (r. Brane Bitenc, Visual Production in TV Slovenija)
- 1997: Pet majskih dni (r. Franci Slak, TV Slovenija)
- 1995: Striptih (r. Filip Robar Dorin, RTV Ljubljana)
- 1993 Vaški učitelj (r. Maja Weiss, TV Slovenija)
- 1987 Zločinci, kratki igrani TV film (r. Igor Prah, RTV Ljubljana)
- 1985 Dan kot vsak dan (r. Dušan Prebil, RTV Ljubljana)
- 1985 Mark Antonij (r. Igor Prah, RTV Ljubljana)
- 1985 Recepcija (r. Anton Tomašič, RTV Ljubljana)
- 1987: Paralele (r. Marjan Ciglič, RTV Ljubljana)
- 1986: Sonce za dva (r. Božo Šprajc, RTV Ljubljana)
- 1984: Pepelnica (r. Igor Prah, RTV Ljubljana)
- 1981: Jonov let (r. Filip Robar Dorin, RTV Ljubljana)
- Srčne pege (r. Igor Prah, RTV Ljubljana)
- Očeta Vincenta smrt (r. Andrej Stojan, RTV Ljubljana)
- Vsi na morje (r. Tone Frelih, RTV Ljubljana)

### Dokumentarno-igrani filmi
- 2008: Dan prve piščali (r. Tugo Štiglic)
- 2005: Valček za 4 (r. Boris Palčič, Casablanca Ljubljana in TV Slovenija
- 2005: Stanislav Škrabec, oče slovenske fonetike (r. Matjaž Žbontar, Vizualni laboratorij)
- 2000: Otrok Istre – Andrea Antico da Montana (r. Samo Milavec, TV Slovenija)
- 110 let mela (r. Igor Pediček)
- Temna vrata (r. Marcel Buh, TV Slovenija)
- Novomeška pomlad (r. Filip Robar – Dorin)
- Izgubljena formula Janeza Puharja (r. Pavle Grzinčič)
- Dnevnik nekega naroda (r. Igor Pediček)
- Kugel princip (r. Boris Palčič)
- Sprehod z baronom (r. Zoran Lesič, TV Slovenija)
- Zgodovina Ljubljane (r. Jadran Strle)
- Olimpijska poletja Staneta Derganca (r. Branko Bitenc)

### Izobraževalne oddaje
- 2007: Muzikajeto (r. Branko Bitenc, TV Slovenija)
- 1985 do 1991 (Periskop, r. Igor Šmit, TV Slovenija)
- Besede (r. Igor Prah, TV Slovenija)

## Nagrade
- 2001, 2002: kostumografinja z oskarjem, zlatim globusom in zlato palmo nagrajenega filma Nikogaršnja zemlja režiserja Danisa Tanovića.
- 1989: Badjurova nagrada za kostumografijo na Tednu domačega filma v Celju za film Veter v mreži režiserja Filipa Robarja Dorina[11]
- 2024: Nagrada Milke in Metoda Badjure za življenjsko delo

## Objave v medijih
- Vas, kjer so za žur (Revija Zarja,14. junij 2020)
- Gojcu in Zvonki se s Krasa nikamor ne mudi (Delo, 25. avgust 2019)
- Sedemdeseta so nova petdeseta (Revija Zarja, 6. marec 2018)
- Voščilo ob 90. obletnici Šentjakobskega gledališča Ljubljana (Zbornik, 2021, str. 14)
- "Čisto tako, kot je bilo po starem" (Delo in dom, 24. april 2012)
- Humor naju druži (Revija Obrazi)